# Колесиха
Колесиха — деревня в составе Троицкого сельского поселения Шарьинского района Костромской области России. 

## История
Согласно переписи населения 1897 года в деревне проживало 162 человека (71 мужчина и 91 женщина).
Согласно Списку населенных мест Костромской губернии в 1907 году деревня относилась к Гагаринской волости Ветлужского уезда Костромской губернии. По сведениям волостного правления за 1907 год в деревне числилось 27 крестьянских дворов и 176 жителей. В деревне имелись две ветряных мельницы и кузница. Основным занятием жителей деревни был лесной промысел.

## Население
| 2008 | 2010 | 2014 |
| ---- | ---- | ---- |
| 0    | →0   | →0   |